# روبرت جاي إيلدر جونيور
روبرت جاي إيلدر جونيور (بالإنجليزية: Robert J. Elder, Jr)‏ هو ضابط أمريكي، ولد في 15 أكتوبر 1952.